# Lerchenstärlinge
Die Lerchenstärlinge (Sturnella) sind eine Vogelgattung in der Familie der Stärlinge (Icteridae). Diese Gattung umfasst sieben Arten. Der Westliche Lerchenstärling wurde erst sehr spät als eigene Art gesehen, da er sehr stark in seinem Aussehen dem Östlichen Lerchenstärling ähnelt. Beide Arten sind jedoch beim Zusammentreffen gut durch ihren unterschiedlichen Gesang zu unterscheiden. Auch grenzen sich die beiden Arten beim Brutgeschäft auf einem Feld voneinander ab.
Bei den Lerchenstärlingen handelt es sich um insektenfressende Wiesen-, Feld- und Prärievögel. Die Männchen haben auf der Unterseite ein rotes oder gelbes Federkleid, das oft über der Brust v-förmig oder halbmondförmig schwarz ist. Die Oberseite ist schwarzweiß über grauweiß bis braunweiß gestreift oder gefleckt. Ihre Schnäbel sind dünn und spitz.
Im Frühjahr sind die männlichen polygamen Lerchenstärlinge oft auf einem Zaunpfahl oder Ähnlichem in ihren Brutgebieten zu sichten, wo sie ihren territorialen Gesang über mehrere Stunden am Tag aufnehmen. Die Weibchen kommen einige Wochen später als die Männchen in den Brutgebieten an. Ihre überdachten Grasnester legen sie in Mulden auf Wiesen oder Feldern an. An der Aufzucht der Jungen beteiligen sich beide Elterntiere.

## Arten
- Langschwanzstärling oder Langschwanz-Soldatenstärling (Sturnella loyca)
- Lerchenstärling oder Östlicher Lerchenstärling (Sturnella magna)
- Schwarzschenkelstärling oder Pampa-Lerchenstärling (Sturnella defilippii)
- Rotbruststärling (Sturnella militaris)
- Westlicher Lerchenstärling oder Wiesenstärling (Sturnella neglecta)
- Weißbrauenstärling (Sturnella superciliaris)
- Weißschenkelstärling oder Weißschenkel-Soldatenstärling (Sturnella bellicosa)